# Duenweg (Misuri)
Duenweg es una ciudad ubicada en el condado de Jasper en el estado estadounidense de Misuri. En el Censo de 2010 tenía una población de 1121 habitantes y una densidad poblacional de 212,38 personas por km².

## Geografía
Duenweg se encuentra ubicada en las coordenadas 37°5′3″N 94°24′46″O / 37.08417, -94.41278. Según la Oficina del Censo de los Estados Unidos, Duenweg tiene una superficie total de 5.28 km², de la cual 5.28 km² corresponden a tierra firme y (0%) 0 km² es agua.

## Demografía
Según el censo de 2010, había 1121 personas residiendo en Duenweg. La densidad de población era de 212,38 hab./km². De los 1121 habitantes, Duenweg estaba compuesto por el 89.65% blancos, el 0.8% eran afroamericanos, el 1.52% eran amerindios, el 0.09% eran asiáticos, el 0% eran isleños del Pacífico, el 1.78% eran de otras razas y el 6.16% pertenecían a dos o más razas. Del total de la población el 3.21% eran hispanos o latinos de cualquier raza.